# Royal Monceau
Pour les articles homonymes, voir Royal et Monceau.
Le Royal Monceau – Raffles Paris est un hôtel de luxe situé au 37 avenue Hoche dans le 8e arrondissement de Paris.
Conçu par l’architecte Louis Duhayon, l’hôtel est inauguré en 1928 par Pierre Bermond et André Junot. Le Royal Monceau devient au fil du temps le lieu de rendez-vous des artistes, célébrités et intellectuels.
En juin 2008, l’hôtel ferme ses portes pour une transformation complète des lieux. Après deux ans de travaux, Le Royal Monceau, transformé par Philippe Starck en hôtel de luxe d'un genre inédit, entre salon parisien et résidence d'artiste, ouvre ses portes au public le 18 octobre 2010, sous la direction générale de Sylvain Ercoli et de Michel Gillot, deux anciens de l'hôtel de Crillon.
L'établissement obtient la distinction de Palace le 27 juin 2013, en devenant le 13e membre. 
Le Royal Monceau fait partie du groupe hôtelier FRHI, groupe qui a été racheté par le Qatar en 2010, puis par AccorHotels en 2016.

## Histoire
Inauguré en 1928, le Royal Monceau a été fondé par Pierre Bermond et André Jugnot, deux personnalités connues dans le monde de l’hôtellerie pour avoir créé notamment le Carlton de Paris et le Miramar de Cannes.
Dix ans plus tard, pendant la Seconde Guerre mondiale, le Royal Monceau est réquisitionné, il accueille notamment le général Dwight Eisenhower, le maréchal Bernard Montgomery et l'état-major des armées alliées.
Il retrouve son indépendance en 1945 et reprend ses activités l’année suivante. 
En 1946, il héberge l'Exécutif sioniste ainsi qu'une grande partie des leaders juifs de Palestine. 
En 1978, le docteur Osmane Aidi, propriétaire de l’établissement, fonde le Groupe Royal Monceau qui rassemble le Royal Monceau, l'hôtel Miramar à Biarritz, les hôtels Regina et du Golf à Biarritz, le Grand Hôtel de Saint-Jean-de-Luz, l'hôtel Vernet à Paris, l'Élysée Palace à Nice, l'hôtel Miramar La Cigale à Arzon et L'Ours Blanc à l'Alpe d'Huez.
Autour de l'année 1980, Jean-Jacques Beineix tourne certaines scènes de son film Diva (sorti en 1981) au Royal Monceau.
En 2004, l'hôtel est en partie réhabilité dans un style néo-classique par le designer Jacques Garcia.
En 2007, Qatari Diar (la filiale immobilière du fonds souverain du Qatar) rachète l’hôtel et ses murs pour 250 millions d’euros. L’hôtel est transmis en 2011 au groupe hôtelier du fonds souverain Katara Hospitality. Selon la revue Le Journal des Palaces, l’acquisition du Royal Monceau entre dans l’un des grands axes de développement définis par les dirigeants du fonds souverain de l’émirat, c’est-à-dire la constitution d’un portefeuille d’ « hôtels trophées » pour leur valeur patrimoniale et leur renommée.
À la fin de cette même année, un projet de reconstruction est alors engagé : Alexandre Allard, le développeur du projet, fait appel à Philippe Starck et confie sa gestion au groupe Raffles Hotels & Resorts spécialisé dans l’hôtellerie de luxe.
Au mois de juin 2008, l’hôtel ferme ses portes et l’intégralité du mobilier est mise aux enchères. La vente, menée par maître Pierre Cornette de Saint Cyr, a rapporté 3,3 millions d'euros.
En 2008, d'importants travaux de rénovation commencent sous la direction de Philippe Starck.
Le fonds souverain du Qatar agrandit également l’hôtel en achetant l’immeuble adjacent à l’hôtel, le 41 avenue Hoche.
En octobre 2015, le journal Mediapart révèle que certains participants à l’opération d’acquisition du Royal Monceau par le fonds souverain du Qatar seraient visés par une enquête pour fraude fiscale. Selon le journal Nice-Matin, le promoteur immobilier Alexandre Allard et les dirigeants du fonds souverain qatari auraient conçu ensemble un montage financier permettant à l'homme d'affaires français d’acheter le palace pour seulement un euro symbolique puis de le transférer dans le foulée au fonds souverain du Qatar. Le « contrat secret qui lie Allard aux Qataris » obtenu par l’homme d’affaires niçois Pierre Reynaud et publié par Mediapart donne le détail des sociétés offshores (localisées à Guernesey, aux Iles Vierges et au Luxembourg) impliquées et fait état du montant des commissions et des rétrocessions d’actions accordées.
Finalement, des revenus d’environ 67 millions d’euros auraient été dissimulés à l’administration fiscale française avec la complicité de la banque suisse Reyl, impliquée par ailleurs dans l’affaire Cahuzac.
De juillet 2011 à juin 2019, le Royal Monceau innove dans le monde des palaces parisiens avec sa salle de vision privée de renommée internationale dans le secteur du cinéma numérique placée sous la direction de Philippe Binant. « Meilleure salle privée d'Europe » selon la déclaration de Gilles Jacob

### Clientèle
Dès son ouverture, en 1928, il devient un lieu de rendez-vous. Dwight David Eisenhower, Winston Churchill, Maurice Chevalier, Walt Disney, Coco Chanel, Ernest Hemingway, Joséphine Baker, Joseph Kessel, Hô Chi Minh – plus proches de nous, Michel Polnareff, Madonna, Michael Jackson, Robert De Niro, Céline Dion, Christina Aguilera et Lionel Messi – y ont été clients,.
- En 1947, Hô Chi Minh y séjourne durant sept semaines pendant la conférence de Fontainebleau, qui détermine les relations franco-vietnamiennes[21].
- En mai 1948, c’est dans ses salons que se tiennent les négociations au terme desquelles David Ben Gourion et Golda Meir signent l’acte de naissance de l'État d'Israël.
- Michel Polnareff y a résidé pendant 800 jours, entre 1989 et 1992, sans mettre une seule fois le pied dehors (notamment pour y enregistrer son album Kâmâ Sutrâ, sorti en 1990, et notamment la chanson Goodbye Marylou).
- En 1990, le palace est le lieu du tournage du videoclip torride Justify My Love de Madonna, œuvre de Jean-Baptiste Mondino, censuré par la chaîne américaine MTV[4]. Chanson produite par Lenny Kravitz.
- À deux pas de son bureau du 77 rue de Miromesnil, Nicolas Sarkozy le fréquente et à cette occasion se remet à la natation dans la piscine privée[22].
- Lady Gaga y a séjourné pendant les Jeux olympiques de Paris 2024 et y a dévoilé les premières secondes de son septième album le 28 juillet 2024.

## L'hôtel

### Caractéristiques
La gestion de l’hôtel, qui appartient à Katara Hospitality, a été confiée au groupe hôtelier Raffles Hotels & Resorts, qui appartient à AccorHotels.
- 149 chambres et suites dont 3 suites présidentielles.
- 3 salons : Bermond, Junot et Duhayon.
- « Spa Clarins & myBlend » : un spa de 1 500 m2 doté d’une piscine de 23 m de long[24].

### L'Art et la Culture
Le Royal Monceau se présente comme un hôtel proche du monde de l’art et de la culture. L'hôtel propose des espaces consacrés à l’art et à la création : 
- Art District, espace d'exposition et galerie d'art
- Librairie des Arts, librairie d'art contemporain
- Salons Bermond, Junot et Duhayon, situés au premier étage de l'hôtel[25]

L’hôtel dispose également de sa collection d’œuvres d’art composée de commandes spéciales réalisées par des artistes internationaux tels que Stéphane Calais, Rosson Crow, Nikolaï Polissky et Joana Vasconcelos. De plus, l’hôtel dispose d’une collection d’œuvres de photographes de renom, notamment : Simon Chaput, Koichiro Doi, Thierry Dreyfus, Harry Gruyaert, Rune Guneriussen, Lucien Hervé, Guy Le Querrec et Marie Maillard.
En 2017, l'artiste sculpteur Fred Allard expose au Royal Monceau cinquante de ses "shopping bags".

### Restauration
Depuis mars 2016, le chef Nobu Matsuhisa et le Royal Monceau se sont associés pour ouvrir le restaurant japonais-péruvien Matsuhisa.
La carte des desserts du Palace est, quant à elle, signée par les chefs Yazid Ichemrahen et Alexandre Favre.
L’offre de restauration repose sur 4 restaurants :
- Un restaurant aux influences japonaises et péruviennes, Matsuhisa Paris, dirigé par le chef Emanuele Bombardier.
- Un restaurant italien et étoilé Michelin, Il Carpaccio, « meilleur restaurant italien au monde en 2024 » selon 50 Top Italy, dirigé par les chefs Oliver Piras et Alessandra Del Favero
- Le Bar Long, qui complète l’offre « food & beverage », est un espace convivial proposant de la restauration chic parisienne tout au long de la journée, une offre de cocktails et tapas ainsi que des soirées Live Band.
- Le restaurant La Cuisine quant à lui propose des petits-déjeuners et brunchs.

Une épreuve de la troisième saison de l'émission télévisée culinaire MasterChef y est tournée en 2012. L'épisode est diffusé le 25 octobre 2012.

## Distinctions
- En 2012 : Best Spa in the World (Virtuoso Awards)
- En 2013 : Distinction Palace
- En 2013 : Laurent André 2 étoiles Michelin
- En 2014 : Philippe Binant sacré Dream Team par Vanity Fair
- World Travel Awards - France’s Leading Luxury City Hotel 2024
- 50 Top Italy - The Best Italian Restaurants in the World 2024
- Spa Awards - Top 10 Luxury Spas in France
- Condé Nast Traveler Readers’ Choice Awards 2023 - Top 20 Hotels in Paris
- Forbes Travel Guide – Five-Star Hotel 2022
- 50 Top Italy – The Best Italian Restaurants in the World 2022 (Il Carpaccio)
- World Travel Awards – France’s Leading Luxury City Hotel 2021
- Condé Nast Traveler – The Best Hotels in Paris, Reader's Choice Awards 2021
- Forbes Travel Guide – Five-Star Hotel 2021
- TripAdvisor – Travelers’ Choice 2021